# Каса де Оро-Маунт Хеликс (Калифорнија)
Каса де Оро-Маунт Хеликс (енгл. Casa de Oro-Mount Helix) насељено је место без административног статуса у америчкој савезној држави Калифорнија.

## Демографија
По попису из 2010. године број становника је 18.762, што је 112 (-0,6%) становника мање него 2000. године.
| Група             | 2000.          | 2010.          |
| Белци             | 14.694 (77,9%) | 13.061 (69,6%) |
| Афроамериканци    | 966 (5,1%)     | 1.108 (5,9%)   |
| Азијати           | 399 (2,1%)     | 593 (3,2%)     |
| Хиспаноамериканци | 2.142 (11,3%)  | 3.235 (17,2%)  |
| Укупно            | 18.874         | 18.762         |